# Nijushiho
Nijūshiho (二十四步) (in giapponese: ventiquattro passi) è un kata avanzato praticato nel Karate Shotokan.
L'origine di Nijushiho è sconosciuta, ma si presume che provenga da uno degli stili cinesi del “Dragone”. L'alternanza di sequenze calme ed esplosive conferisce a questo kata un ritmo molto distinto. Alcuni praticanti di Okinawa lo hanno paragonato al flusso e al riflusso dell'oceano che si frange su una spiaggia. Le esplosioni e gli arretramenti si evidenziano specialmente nei movimenti di apertura. Questo principio, applicato dall'inizio alla fine del kata, si riferisce alla comprensione del fatto che si sta per ricevere un attacco ed alla neutralizzazione dell'attaccante nello stesso movimento.
Da Niseishi a Nijushiho: «I Ventiquattro Passi»
Nello sforzo di rendere la sua arte okinawense (e perciò straniera) più gradevole al Giappone nazionalista di allora, Funakoshi cambiò il nome del kata da Niseishi a Nijushiho. Entrambi i nomi significano «ventiquattro passi». Ventiquattro è in relazione con 108, che è un numero significativo nelle scritture Buddiste. Sia 2 che 4 sono divisori di 108. Questo numero rimanda alle 108 “afflizioni” dell'anima, che verranno simbolicamente abbattute in eventi come il Kagamai Baraki (Nuovo Anno Giapponese). Il kata Gojushiho (in origine Useishi) è «54 passi», un altro divisore. Benché sia pervenuto ai praticanti di Karate dagli abitanti di Okinawa, la maggior parte dei quali rifiutano il Buddismo in favore delle loro credenze animistiche, il kata originale proviene da un kata cinese che lo ricomprende.
Ciò non implica che il kata sia di per sé un'esercitazione buddista; il simbolismo buddista è soltanto un prodotto dei suoi creatori, che erano molto probabilmente buddisti appartenenti ad una scuola piuttosto che a un'altra.